# Breitling

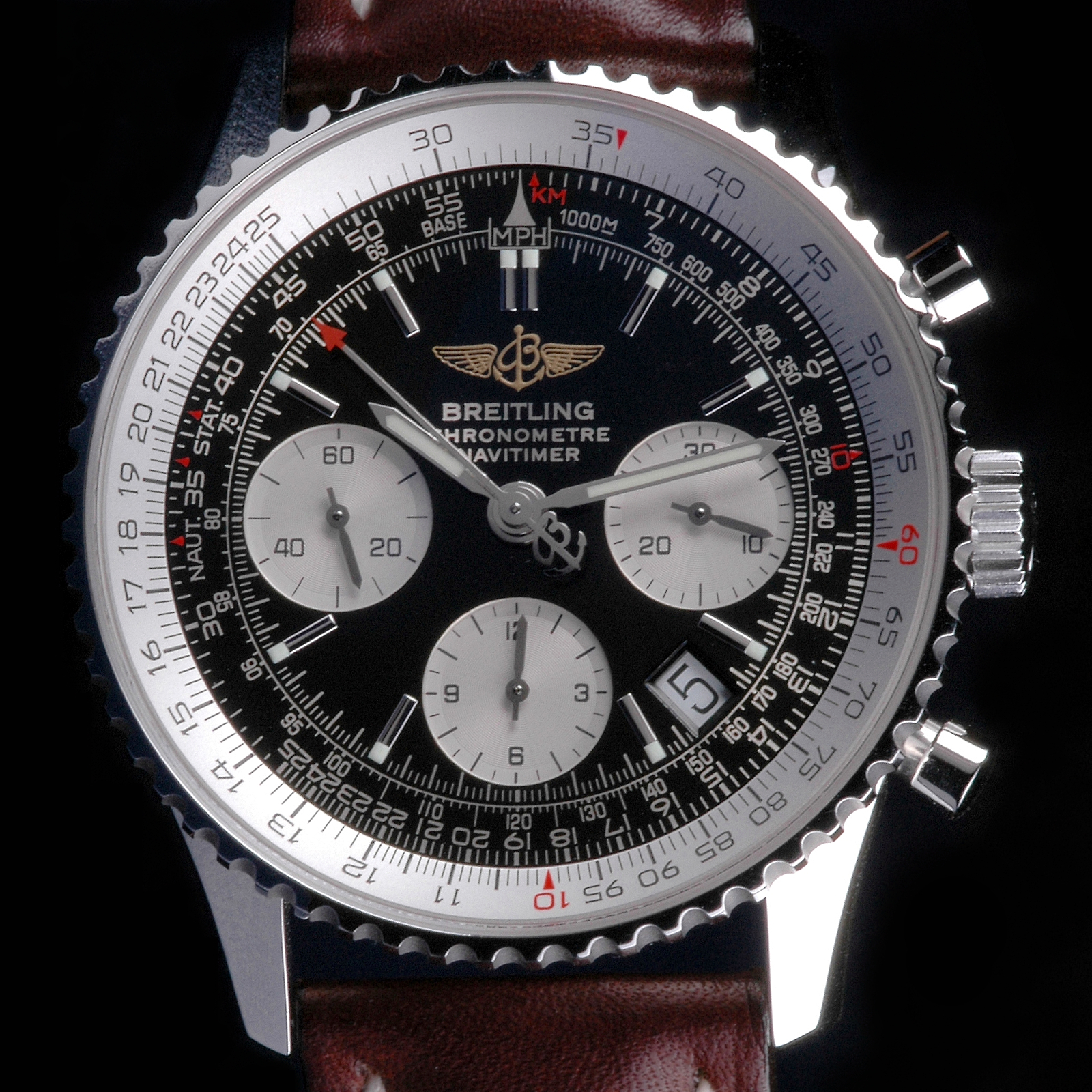
Breitling Navitimer, um dos modelos mais conhecidos da marca.

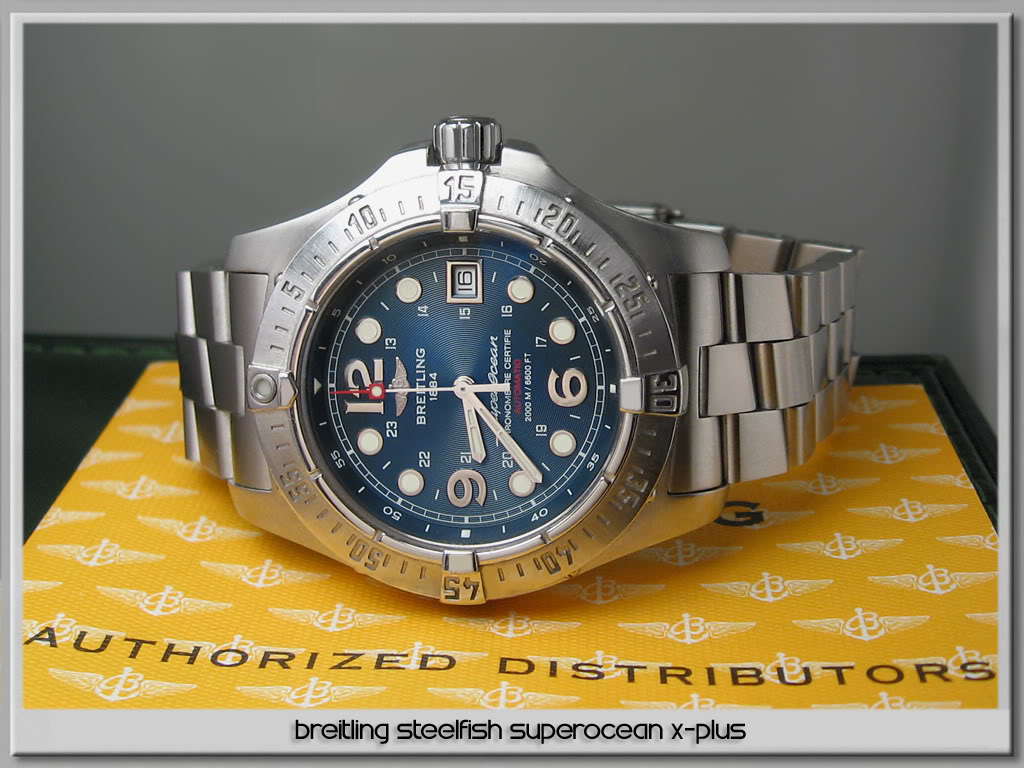
Breitling Steelfish, outro modelo da marca

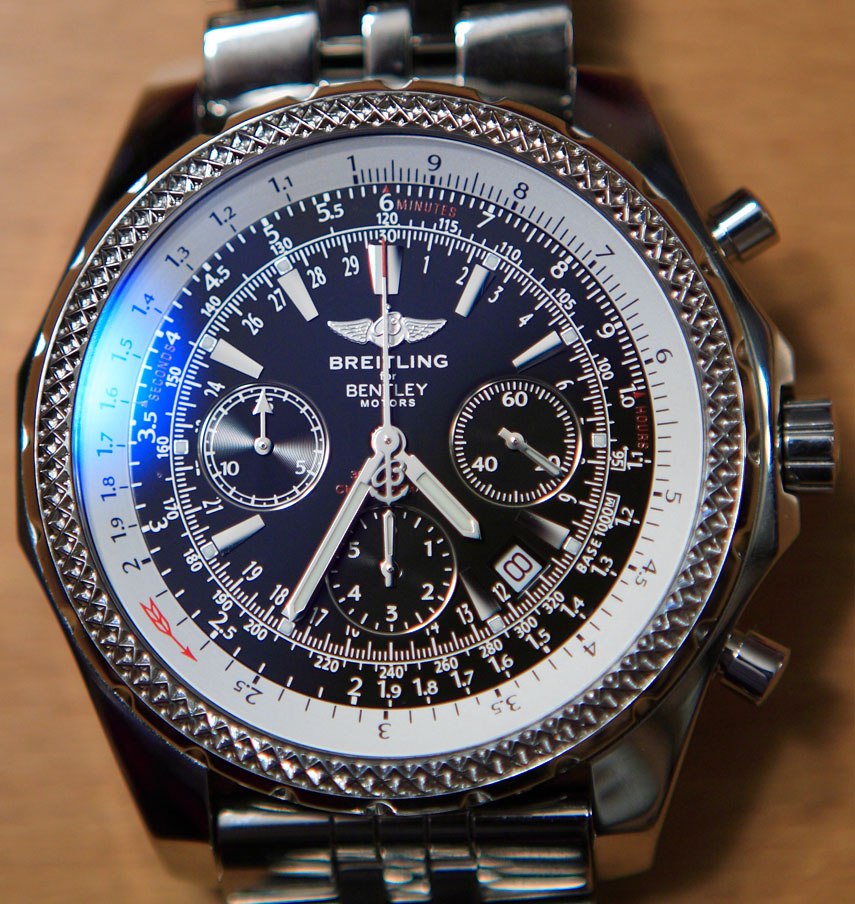
Edição especial Breitling for Bentley Motors

Breitling é uma marca suíça de relógios de pulso fundada em 1884 por Léon Breitling. Os seus relógios são conhecidos por serem usados, geralmente, por pilotos da aviação civil, ou militar. Entre os seus modelos mais conhecidos estão o Breitling Navitimer, e o Breitling Chronomat, mas existem inúmeros outros modelos. A Breitling também fabrica uma edição especial para a marca de automóveis Bentley, denominada Breitling for Bentley Motors. Um dos seus maiores patrocinadores é o conhecido ator e também piloto comercial John Travolta.